# Almas Paralelas
Almas Paralelas (en italiano: Anime Parallele), es un álbum de estudio que fue lanzado por Laura Pausini el 27 de octubre de 2023. Este es su décimo cuarto álbum de estudioy su primer álbum conceptual. 
El disco contiene 16 canciones inéditas, las cuales representan historias reales de 16 personas, tanto familiares y amigos como desconocidos. Los protagonistas de cada canción se encuentran tanto en la portada del disco como en el interior de su version física (CD y Vinilo), donde se explican más detalladamente las historias.
"Compartimos los mismos caminos, pero todos somos almas con ideas, sueños y deseos diferentes. ¿Por qué somos incapaces de amarnos? Quería contar 16 historias (18 en la versión deluxe) de 16 personas reales que viven vidas paralelas e intentan respetarse y no odiarse. El mundo que soñé. (CIT) Aquel en el que me despierto cada mañana y no oigo hablar de guerra, acoso o violencia. Aquel en el que observo desde arriba a personas que viven sus vidas en paz en las calles del mundo." Escribía la cantante en su perfil de Instagram el día del lanzamiento explicando el sentido del album, que, dice: "Celebra la diversidad y el derecho a la individualidad del ser humano".  En una de las canciones, Hogar Natural (Dimora Naturale) es una canción que Pausini le ha dedicado a su hija Paola.                                                                                                                     El disco contiene la canción titulada Frente a nosotros/Davanti a te, la canción que Laura cantó junto con Paolo Carta, en día de su boda, como sus primeros votos matrimoniales pronunciados en forma de canción.Haz click para ver el momento
Con motivo de la celebración del 30º aniversario de su carrera así como la promoción del álbum "Almas Paralelas", Laura Pausini se encuentra llevando a cabo su novena gira mundial: "Laura Pausini World Tour 2023-2024". 
El álbum recibió una nominación a los premios Latin Grammy 2024 en la categoría Mejor álbum pop tradicional.

## Lista de canciones
| Almas Paralelas |                             |                                                                   |          |  |
| N.º             | Título                      | Escritor(es)                                                      | Duración |  |
| 1.              | «Cero»                      | Cheope, Francesco Catitti                                         | 3´21     |  |
| 2.              | «Un buen inicio»            | Laura Pausini, Marco Paganelli, Giorgio Pesenti, Riccardo Zanotti | 3´10     |  |
| 3.              | «Durar»                     | Edwyn Roberts, Laura Pausini, Paolo Antonacci                     | 3´19     |  |
| 4.              | «Perdona si no es así»      | Paolo Carta                                                       | 3´39     |  |
| 5.              | «Qué es»                    | Alessandro La Cava                                                | 3´20     |  |
| 6.              | «Vale la pena»              | Dario Faini                                                       | 3´29     |  |
| 7.              | «El primer paso en la luna» | Jason Rooney, Laura Pausini, Virginio Simonelli                   | 2´58     |  |
| 8.              | «Hogar natural»             | Francesco Catitti                                                 | 3´33     |  |
| 9.              | «Más que una idea»          | Biagio Antonacci, Placido Salamone                                | 3´27     |  |
| 10.             | «Almas paralelas»           | Daniel Vuletic                                                    | 3´05     |  |
| 11.             | «Pero»                      | Edwyn Roberts, Stefano Marletta                                   | 3´33     |  |
| 12.             | «Flashback»                 | Paolo Carta                                                       | 3´08     |  |
| 13.             | «Venus»                     | Davide Simonetta, Raffaele Esposito                               | 3´31     |  |
| 14.             | «Más allá de la superficie» | Daniele Coro, Denise Faro, Diego Mancino, Virginio Simonelli      | 2´59     |  |
| 15.             | «Todas las veces»           | Daniel Vuletic                                                    | 3´19     |  |
| 16.             | «Frente a nosotros»         | Niccolò Agliardi, Paolo Carta                                     | 2´59     |  |

## Versiones
- CD estándar (incluye libreto de 24 páginas)
- Edición deluxe (incluye los dos CDs con las versiones en español e italiano más un bonus CD con 6 pistas extra, además de 20 tarjetas/"mini-posters" con fotos y las letras de las canciones con anotaciones de la propia cantante)

| Almas Paralelas (edición deluxe) |                          |                                                                             |          |  |
| N.º                              | Título                   | Escritor(es)                                                                | Duración |  |
| 1.                               | «Chao»                   | Pausini, Sam Smith, Antonio Di Martino, Anice, Fraser T. Smith, Paolo Carta | 3:32     |  |
| 2.                               | «Te llevarás muy lejos»  | Pausini, Levante                                                            | 3:15     |  |
| 3.                               | «Enemiga»                | Jacopo Ettorre                                                              | 3:01     |  |
| 4.                               | «A ese amor tan nuestro» | Laura Pausini, Aiello                                                       | 1:59     |  |

- Edición doble vinilo: Blanco, Rosa o Negro.

## Certificaciones  y ventas
| Territorio | Organismo certificador | Certificación | Ventas certificadas | Ref. |
| ---------- | ---------------------- | ------------- | ------------------- | ---- |
| Italia     | FIMI                   | ORO           | 25.000              |      |

## Posicionamiento en las listas musicales
- Seleccionado por los editores de Billboard como uno de los mejores 25 álbumes de música latina del 2023.
| País              | Posición máxima | Lista                                               |
| ----------------- | --------------- | --------------------------------------------------- |
| Italia            | 2               | FIMI, Classifica settimanale WK 44                  |
| España            | 5               | Promusicae, Top 100 Álbumes de la Semana 44 de 2023 |
| Suiza             | 7               | Ultratop                                            |
| Bélgica (Valonia) | 12              | Ultratop                                            |
| Bélgica (Flandes) | 90              | Ultratop                                            |
| Francia           | 102             | SNEP, Tops de la semaine.                           |

Nota: Brasil, Argentina y México, tres de sus principales mercados, ya no publican sus listas semanales de ventas.
| País       | Posición máxima |
| ---------- | --------------- |
| Italia     | 1               |
| Malta      | 1               |
| España     | 1               |
| Ecuador    | 1               |
| México     | 2               |
| Brasil     | 4               |
| Suiza      | 4               |
| Luxemburgo | 4               |
| Bélgica    | 6               |
| Austria    | 8               |
| Francia    | 10              |

## Historial de lanzamiento
| Región  | Fecha                 | Versión               | Formato             | Discografía  | Ref. |
| ------- | --------------------- | --------------------- | ------------------- | ------------ | ---- |
| Mundial | 27 de octubre de 2023 | Castellano e italiano | CD Download digital | Warner Music |      |

- El 15 de diciembre de 2023 sale a la venta la edición física en México luego de que muchos fanes arrobaran a Warner Music México en redes sociales, insistiendo que sacaran el disco en su versión física.
- El 15 de enero de 2024 sale a la venta en Argentina, tras el reclamo de los fans. 

## Curiosidades
El álbum tiene 16 canciones, con cual tiene un miniálbum de 4 canciones. La 1ª canción se llama "Cero" (en italiano:"Zero") que han hecho un video musical que Pausini apareciera en fondo blanco y negro y de color rosa, que al final estaba hecha en filtros guays; como que apareciera la misma persona y que saliera como un dibujo que se repite al final. En "Un buen inicio (Un buon inizio) estaba compuesto su videoclip por Dario Garegnani y al final que saliera un árbol de jacarandas. En YouTube, para audios hay 6 canciones, como cuales son "Hogar natural/Dimora Naturale","Más que una idea/Più che un'idea"...En "Hogar Natural", Pausini le dedica esa canción a su hija Paola. Almas paralelas (Anime parallele, en italiano") es el 14º álbum de estudio de Laura Pausini, ya que fue lanzado a la venta el día 26 de octubre del año 2023.